# 助燃剤
助燃剤（じょねんざい）とは燃焼を助ける薬のことである。

## 燃料添加剤としての助燃剤
自動車や鉄道などでガソリン、軽油などに混ぜることによって燃焼効率を向上させて燃費を向上させ、汚れを減らし、一酸化炭素などの不完全燃焼物を減らす目的で使用される。
船舶などではC重油などの安い低品質燃料を使うと、機関の汚れなどが酷くなりやすく整備コストを上げることになる、と言っても高品質燃料を使用すると燃料コストが高くなる。そこで助燃剤を添加することで燃料の品質を向上させることが行われている。助燃剤のコストを差し引いても結果としてコストは安くなると言われている。
近年では環境対策とコスト対策から使用が増えている。

## ゴミ焼却のための助燃剤
ゴミ焼却場ではゴミだけでは完全に燃えないため天然ガス、重油、軽油などを一緒に燃やしている。このような燃料を助燃剤と呼んでいる。

## 性能向上のための添加剤としての助燃剤
ロケットや爆薬、ナパームなどに単位時間当たりの熱量を増大させる目的で添加される。主にアルミニウム粉末、アルミニウム塩化合物などが使用されている。

## タバコの着火のための助燃剤
タバコの着火をよくし、火持ちをよくするために、硝酸ナトリウムなどの燃焼促進剤が用いられる。